# Amblyderus owyhee
Amblyderus owyhee är en skalbaggsart som beskrevs av Chandler 1999. Amblyderus owyhee ingår i släktet Amblyderus och familjen kvickbaggar. Inga underarter finns listade i Catalogue of Life.